# Arthur Breitwieser
Arthur Breitwieser, född 31 juli 1910 i Lemberg, död 20 december 1978 i Bonn, var en tysk Unterscharführer och desinfektör i Auschwitz under andra världskriget. Vid Första Auschwitzrättegången 1963–1965 frikändes han i brist på bevis.